# Liste der Landtagswahlkreise in Niedersachsen 1982–1998
Die Liste der Landtagswahlkreise in Niedersachsen 1982–1998 enthält alle Wahlkreise, die bei den Wahlen zum Niedersächsischen Landtag von 1982 bis einschließlich 1998 Verwendung fanden.
Die Neueinteilung wurde aus verschiedenen Gründen notwendig: Es fand eine große Kommunalreform in Niedersachsen statt, durch die viele Landkreise neu abgegrenzt wurden. In der vorhergehenden Einteilung hatten viele Wahlkreise kein zusammenhängendes Gebiet. Außerdem wich die Wahlkreisgröße zu stark ab. So gab es Wahlkreise mit rund 32.000 Einwohnern, aber auch Wahlkreise mit rund 82.000 Einwohnern.
Das Gesetz wurde bereits 1981, also ein Jahr vor der darauffolgenden Landtagswahl beschlossen. Es sah die Einteilung Niedersachsens in nunmehr 100 Wahlkreise vor.

## Einteilung
| Nr.                           | Wahlkreis             | Gebiet |
| ----------------------------- | --------------------- | --- |
| Regierungsbezirk Braunschweig |                       | |
| 1                             | Braunschweig-Nordost  | Braunschweig: Am Hagenring, Prinzenpark, Gliesmarode, Riddagshausen, Bienrode, Querumer Forst, Querum, Pappelberg, Naturschutzgebiet, Waggum, Beverode, Hondelage, Dibbesdorf, Volkmarode, Schapen |
| 2                             | Braunschweig-Südost   | Braunschweig: Stadtkern, Hagen, Altewiek, Hohetor, Neustadt, Viewegs-Garten, Bürgerpark, Hauptfriedhof, Hauptbahnhof, Bebelhof, Zuckerberg, Am Südsee, Mastbruch, Lindenberg, Südstadt, Heidberg, Melverode, Rautheim, Mascherode, Stöckheim, Leiferde                                                                           |
| 3                             | Braunschweig-Südwest  | Braunschweig: Wilhelmitor, Petritor, Gartenstadt, Hermannshöhe, Rothenburg, Weinberg, Broitzem, Geitelde, Stiddien, Timmerlah, Rüningen |
| 4                             | Braunschweig-Nordwest | Braunschweig: Altes Hochschulviertel, Nordbahnhof, Neues Hochschulviertel, Alt-Lehndorf, Siedlung Lehndorf, Ölper Holz, Kanzlerfeld, Bundesanstalten, Völkerode, Wadenbüttel, Ölper, Schwarzer Berg, Veltenhof, Hafen, Rühme, Vorwerksiedlung, Siegfriedviertel, Kralenriede, Schuntersiedlung, Lamme, Wenden, Harxbüttel, Thune |
| 5                             | Peine                 | Landkreis Peine: Edemissen, Peine |
| 6                             | Peine-Land            | Landkreis Peine: Hohenhameln, Ilsede, Lahstedt, Lengede, Vechelde, Wendeburg |
| 7                             | Gifhorn-Süd           | Landkreis Gifhorn: Gifhorn, Samtgemeinde Isenbüttel, Meinersen, Papenteich |
| 8                             | Gifhorn-Nord          | Landkreis Gifhorn: Sassenburg, Wittingen, Samtgemeinden Boldecker Land, Brome, Hankensbüttel, Wesendorf Wolfsburg: Brackstedt, Kästorf, Velstove, Vorsfelde, Warmenau, Wentschott |
| 9                             | Helmstedt             | Landkreis Helmstedt: Büddenstedt, Helmstedt, Schöningen, Samtgemeinden Grasleben, Heeseberg, Velpke |
| 10                            | Königslutter          | Landkreis Helmstedt: Königslutter am Elm, Lehre, Samtgemeinde Nord-Elm Wolfsburg: Almke, Barnstorf, Brackstedt, Ehmen, Fallersleben, Hattorf, Hehlingen, Heiligendorf, Mörse, Neindorf, Neuhaus, Nordsteimke, Reislingen, Sandkamp, Sülfeld                                                                                      |
| 11                            | Wolfsburg             | Wolfsburg ohne Almke, Barnstorf, Brackstedt, Ehmen, Fallersleben, Hattorf, Hehligen, Heiligendorf, Kästorf, Mörse, Neindorf, Neuhaus, Nordsteimke, Reislingen, Sandkamp, Sülfeld, Velstove, Vorsfelde, Warmenau, Wentschott |
| 12                            | Wolfenbüttel          | Landkreis Wolfenbüttel: Cremlingen, Wolfenbüttel, Samtgemeinde Sickte |
| 13                            | Schöppenstedt         | Landkreis Wolfenbüttel: Samtgemeinden Asse, Baddeckenstedt, Oderwald, Schladen, Schöppenstedt Salzgitter: Salzgitter-Bad, Barum, Beinum, Flachstöckheim, Gitter, Heerte, Hohenrode, Lobmachtersen, Mahner, Ohlendorf, Ringelheim                                                                                                 |
| 14                            | Salzgitter            | Salzgitter: Beddingen, Bleckenstedt, Bruchmachtersen, Calbecht, Drütte, Engelnstedt, Engerode, Gebhardshagen, Hallendorf, Immendorf, Lebenstedt, Lesse, Lichtenberg, Osterlinde, Reppner, Salder, Sauingen, Thiede, Üfingen, Watenstedt                                                                                          |
| 15                            | Seesen                | Landkreis Goslar: Langelsheim, Seesen, Samtgemeinden Lutter am Barenberge, Oberharz |
| 16                            | Goslar                | Landkreis Goslar: Goslar, Liebenburg |
| 17                            | Harz                  | Landkreis Goslar: Bad Harzburg, Braunlage, Sankt Andreasberg, Vienenburg |
| 18                            | Osterode              | Landkreis Osterode am Harz: Bad Lauterburg im Harz, Bad Sachsa, Osterode am Harz, Samtgemeinden Bad Grund, Walkenried |
| 19                            | Duderstadt            | Landkreis Göttingen: Duderstadt, Samtgemeinde Gieboldehausen Landkreis Osterode: Herzberg am Harz, Samtgemeinde Hattorf am Harz |
| 20                            | Münden                | Landkreis Göttingen: Adelebsen, Friedland, Münden, Rosdorf, Staufenberg, Samtgemeinde Dransfeld |
| 21                            | Göttingen             | Göttingen ohne Deppoldshausen, Elliehausen, Esebeck, Geismar, Grone, Groß Ellershausen, Hetjershausen, Holtensen, Knutbüren, Nikolausberg, Roringen, Weende |
| 22                            | Göttingen-Land        | Landkreis Göttingen: Bovenden, Gleichen, Samtgemeinde Radolfshausen, Göttingen: Deppoldshausen, Elliehausen, Esebeck, Geismar, Grone, Groß Ellershausen, Hetjershausen, Holtensen, Knutbüren, Nikolausberg, Roringen, Weende |
| 23                            | Northeim              | Landkreis Northeim: Hardegsen, Kalefeld, Katlenburg-Lindau, Moringen, Nörten-Hardenberg, Northeim |
| 24                            | Einbeck               | Landkreis Northeim: Bad Gandersheim, Bodenfelde, Dassel, Einbeck, Kreiensen, Uslar |
| Regierungsbezirk Hannover     |                       | |
| 25                            | Holzminden            | Landkreis Holzminden: Holzminden, Samtgemeinden Bevern, Boffzen, Bodenwerder, Polle, Stadtoldendorf |
| 26                            | Bad Münder            | Landkreis Hameln-Pyrmont: Bad Münder am Stein, Coppenbrügge, Salzhemmendorf Landkreis Holzminden: Delligsen, Samtgemeinden Eschershausen, Duingen |
| 27                            | Bad Pyrmont           | Landkreis Hameln-Pyrmont: Aerzen, Bad Pyrmont, Emmerthal, Hessisch Oldendorf |
| 28                            | Hameln                | Landkreis Hameln-Pyrmont: Hameln |
| 29                            | Alfeld                | Landkreis Hildesheim: Alfeld (Leine), Elze, Nordstemmen, Samtgemeinden Freden, Gronau |
| 30                            | Bockenem              | Landkreis Hildesheim: Bad Salzdetfurth, Bockenem, Diekholzen, Holle, Schellerten, Söhlde, Samtgemeinden Lamspringe, Sibbesse |
| 31                            | Hildesheim            | Hildesheim ohne Moritzberg bis Bergstraße/Dingworthstraße, Neuhof, Marienrode, Sorsum, Himmelsthür, Drispenstedt |
| 32                            | Sarstedt              | Landkreis Hildesheim: Algermissen, Giesen, Harsum, Sarstedt, Hildesheim: Moritzberg bis Bergstraße/Dingworthstraße, Neuhof, Marienrode, Sorsum, Himmelsthür, Drispenstedt |
| 33                            | Hannover-Mitte        | Hannover: Mitte, Südstadt ohne Bismarckstraße, Bult, Zoo, Oststadt ohne Welfenplatz |
| 34                            | Hannover-List         | Hannover: List, Fahrenfeld, Oststadt (Bezirk Welfenplatz) |
| 35                            | Hannover-Nordwest     | Hannover: Hainholz, Burg, Leinhausen, Ledeburg, Stöcken, Marienwerder, Nordhafen, Vinnhorst, Brink-Hafen, Vahrenheide, Sahlkamp, Isernhagen-Süd |
| 36                            | Hannover-Nordost      | Hannover: Bothfeld, Groß-Buchholz, Lahe, Misburg, Misburg-Andetten |
| 37                            | Hannover-Südost       | Hannover: Waldhausen, Waldfeld, Kleefeld, Osterfeld, Kirchrode, Döhren, Seelhorst, Wülfel, Mittelfeld, Bernerode, Südstadt (Bezirk Bismarckstraße) |
| 38                            | Hannover-Linden       | Hannover: Calenberger Neustadt, Linden, Ricklingen, Oberricklingen |
| 39                            | Hannover-Limmer       | Hannover: Nordstadt, Herrenhausen, Limmer, Davenstedt, Badenstedt, Bornum, Mühlenberg, Wettbergen, Ahlem |
| 40                            | Laatzen               | Landkreis Hannover: Hemmingen, Laatzen, Pattensen, Ronnenberg |
| 41                            | Lehrte                | Landkreis Hannover: Isernhagen, Lehrte, Sehnde |
| 42                            | Burgdorf              | Landkreis Hannover: Burgdorf, Burgwedel, Uetze |
| 43                            | Langenhagen           | Landkreis Hannover: Langenhagen, Wedemark |
| 44                            | Neustadt              | Landkreis Hannover: Garbsen, Neustadt am Rübenberge |
| 45                            | Wunstorf              | Landkreis Hannover: Gehrsen, Seelze, Wunstorf |
| 46                            | Springe               | Landkreis Hannover: Barsinghausen, Springe, Wennigsen |
| 47                            | Schaumburg            | Landkreis Schaumburg: Auetal, Obernkirchen, Rinteln, Samtgemeinden Eilsen, Nenndorf, Rodenberg |
| 48                            | Bückeberg             | Landkreis Schaumburg: Bückeberg, Stadthagen, Samtgemeinden Lindhorst, Niederwöhren, Nienstedt, Sachsenhagen |
| 49                            | Nienburg-Süd          | Landkreis Nienburg: Rehburg-Loccum, Steyerberg, Stolzenau, Samtgemeinden Landesbergen, Liebenau, Steimbke, Uchte |
| 50                            | Nienburg-Nord         | Landkreis Nienburg: Nienburg (Weser), Samtgemeinden Eystrup, Heemsen, Hoya, Marklohe Landkreis Diepholz: Samtgemeinde Bruchhausen-Vilsen |
| 51                            | Diepholz              | Landkreis Diepholz: Diepholz, Sulingen, Wagenfeld, Samtgemeinden Altes Amt Lemförde, Barnstorf, Kirchdorf, Rehden, Schwaförden, Siedenburg |
| 52                            | Syke                  | Landkreis Diepholz: Bassum, Stuhr, Syke, Twistringen, Weyhe |
| Regierungsbezirk Lüneburg     |                       | |
| 53                            | Osterholz-Scharmbeck  | Landkreis Osterholz: Osterholz-Scharmbeck, Ritterhude, Schwanewede, Samtgemeinde Hambergen |
| 54                            | Achim                 | Landkreis Osterholz: Grasberg, Lilienthal, Worpswede Landkreis Verden: Achim, Ottersberg, Oyten |
| 55                            | Verden                | Landkreis Verden: Dörverden, Kirchlinteln, Langwedel, Verden (Aller), Samtgemeinde Thedinghausen |
| 56                            | Fallingbostel         | Landkreis Soltau-Fallingbostel: Bomlitz, Fallingbostel, Walsrode, Samtgemeinden Ahlden, Rethem/Aller, Schwarmstedt |
| 57                            | Soltau                | Landkreis Soltau-Fallingbostel: Bispingen, Munster, Neuenkirchen, Schneverdingen, Soltau, Wietzendorf |
| 58                            | Celle-Land            | Landkreis Celle: Bergen, Faßberg, Hermannsburg, Unterlüß, Wietze, Winsen (Aller), Samtgemeinden Eschede, Flotwedel, Lachendorf, Wathlingen |
| 59                            | Celle                 | Landkreis Celle: Celle, Hambüren |
| 60                            | Uelzen                | Landkreis Uelzen: Bienenbüttel, Uelzen, Samtgemeinden Bevensen, Ebstorf, Suderberg |
| 61                            | Lüchow-Dannenberg     | Landkreis Lüchow-Dannenberg Landkreis Uelzen: Samtgemeinden Bodenteich, Rosche, Wrestedt |
| 62                            | Lüneburg-Land         | Landkreis Lüneburg: Adendorf, Bleckede, Samtgemeinden Amelinghausen, Bardowick, Dahlenburg, Gellersen, Ilmenau, Ostheide, Scharnebeck |
| 63                            | Lüneburg              | Landkreis Lüneburg: Lüneburg |
| 64                            | Winsen                | Landkreis Harburg: Stelle, Winsen (Luhe), Samtgemeinden Elbmarsch, Hanstedt, Salzhausen |
| 65                            | Seevetal              | Landkreis Harburg: Neu Wulmstorf, Rosengarten, Seevetal |
| 66                            | Buchholz              | Landkreis Harburg: Buchholz in der Nordheide, Samtgemeinden Hollenstedt, Jesteburg, Tostedt |
| 67                            | Rotenburg             | Landkreis Rotenburg (Wümme): Rotenburg (Wümme), Scheeßel, Visselhövede, Samtgemeinden Bothel, Fintel, Sottrum |
| 68                            | Bremervörde           | Landkreis Rotenburg: Bremervörde, Gnarrenburg, Samtgemeinden Geestequelle, Selsingen, Sittensen, Tarmstedt, Zeven |
| 69                            | Buxtehude             | Landkreis Stade: Buxtehude, Jork, Samtgemeinden Apensen, Fredenbeck, Harsefeld, Horneburg, Lühe |
| 70                            | Stade                 | Landkreis Stade: Drochtersen, Stade, Samtgemeinden Himmelpforten, Nordkehdingen, Oldendorf |
| 71                            | Hadeln                | Landkreis Cuxhaven: Samtgemeinden Am Dobrock, Bederkesa, Börde Lamstedt, Hemmoor, Hadeln, Sietland |
| 72                            | Cuxhaven              | Landkreis Cuxhaven: Cuxhaven, Nordholz |
| 73                            | Wesermünde            | Landkreis Cuxhaven: Langen, Loxstedt, Schiffdorf, Samtgemeinden Beverstedt, Hagen, Land Wursten |
| Regierungsbezirk Weser-Ems    |                       | |
| 74                            | Oldenburg-Süd         | Oldenburg: südlicher Teil |
| 75                            | Oldenburg-Nord        | Oldenburg: nördlicher Teil |
| 76                            | Wesermarsch           | Landkreis Wesermarsch: Berne, Brake, Butjadingen, Elsfleth, Lemwerder, Nordenham, Stadland |
| 77                            | Delmenhorst           | Delmenhorst |
| 78                            | Oldenburg-Land        | Landkreis Oldenburg |
| 79                            | Cloppenburg           | Landkreis Cloppenburg: Bösel, Cappeln, Cloppenburg, Emstek, Essen (Oldenburg), Friesoythe, Garrel, Lastrup, Lindern, Löningen, Molbergen, Saterland |
| 80                            | Vechta                | Landkreis Vechta |
| 81                            | Melle                 | Landkreis Osnabrück: Bad Essen, Bohmte, Melle, Ostercappeln |
| 82                            | Bissendorf            | Landkreis Osnabrück: Bad Iburg, Bad Laer, Bad Rothenfelde, Belm, Bissendorf, Dissen, Glandorf, Hilter |
| 83                            | Osnabrück-Ost         | Osnabrück: Innenstadt (Bezirke 4, 5), Gartlage, Schinkel, Widukindland, Fledder, Schülerberg, Kalkhügel, Sutthausen, Lüstringen, Gretesch, Darum, Nahne, Voxtrup |
| 84                            | Osnabrück-West        | Osnabrück: Innenstadt (Bezirke 1, 2, 3, 6, 7), Weststadt, Westerburg, Eversburg, Hafen, Sonnenhügel, Haste, Dodesheide, Wüste, Atter, Hellern, Pye |
| 85                            | Georgsmarienhütte     | Landkreis Osnabrück: Georgsmarienhütte, Hagen am Teutoburger Wald, Hasbergen, Wallenhorst |
| 86                            | Bersenbrück           | Landkreis Osnabrück: Bramsche, Samtgemeinden Artland, Bersenbrück, Fürstenau, Neuenkirchen |
| 87                            | Nordhorn              | Landkreis Grafschaft Bentheim: Bad Bentheim, Nordhorn, Wietmarschen, Samtgemeinden Emlichheim, Neuenhaus, Uelsen |
| 88                            | Lingen                | Landkreis Emsland: Emsbühren, Lingen, Salzbergen, Samtgemeinden Freren, Lengerich, Spelle Landkreis Grafschaft Bentheim: Samtgemeinde Schüttorf |
| 89                            | Meppen                | Landkreis Emsland: Geeste, Haren (Ems), Haselünne, Meppen, Twist, Samtgemeinde Herzlake |
| 90                            | Papenburg             | Landkreis Emsland: Papenburg, Rhede (Ems), Samtgemeinden Dörpen, Lathen, Nordhümmling, Sögel, Werlte |
| 91                            | Leer                  | Landkreis Leer: Leer, Uplengen, Moormerland, Samtgemeinden Hesel, Jümme |
| 92                            | Leer-Borkum           | Landkreis Leer: Borkum, Jemgum, Ostrhauderfehn, Rhauderfehn, Weener, Westoverledingen, Samtgemeinde Bunde |
| 93                            | Emden                 | Emden Landkreis Aurich: Hinte, Krummhörn |
| 94                            | Aurich                | Landkreis Aurich: Aurich, Großefehn, Ihlow, Südbrookmerland |
| 95                            | Norden                | Landkreis Aurich: Baltrum, Großheide, Juist, Norden, Norderney, Samtgemeinden Brookmerland, Dornum, Hage |
| 96                            | Wittmund              | Landkreis Wittmund Landkreis Aurich: Wiesmoor |
| 97                            | Ammerland             | Landkreis Ammerland: Apen, Bad Zwischenahn, Edewecht, Westerstede, Wiefelstede Landkreis Cloppenburg: Barßel |
| 98                            | Varel                 | Landkreis Friesland: Bockhorn, Varel, Zetel Landkreis Ammerland: Rastede Landkreis Wesermarsch: Jade, Ovelgönne |
| 99                            | Jever                 | Landkreis Friesland: Jever, Sande, Schortens, Wangerland, Wangerooge Wilhelmshaven: Aldenburg, Aldengroden, Ebkeriege, Fedderwardergroden, Himmelreich, Langewerth, Rüstersiel, Schaar, Sengwarden, Voslap |
| 100                           | Wilhelmshaven         | Wilhelmshaven ohne Aldenburg, Aldengroden, Ebkeriege, Fedderwardergroden, Himmelreich, Langewerth, Rüstersiel, Schaar, Sengwarden, Voslap |